# Емануилова къща
Емануиловата къща (на гръцки: Αρχοντικό των Αδελφών Εμμανουήλ) е възрожденска къща в град Костур, Гърция. В къщата е настанен Костурският музей на народната носия.

## Местоположение
Къщата е разположена в южната традиционна махала Долца (Долцо), на улица „Византио“ № 15.

## История
Сградата е построена в 1750 година и е принадлежала на братята революционери Панайотис и Йоанис Емануил. В 1930 година Павсаниас Циацапас я дарява на държавата.
Къщата е обявена за паметник на културата.

## Архитектура
В архитектурно отношение принадлежи към ранния тип костурска къща. Има три етажа. Отличителната ѝ черта е триъгълният чардак, надвиснал над улицата.